# 山名熈幸
山名 熈幸（やまな ひろゆき）は、室町時代の因幡守護。

## 経歴
生年不詳、因幡守護であった山名熙高の3男として生まれる。父・熙高の守護在職は史料上においては文安元年（1444年）12月（『後鑑』所収『二尊院文書』同年12月18日付）を最後に確認されなくなるが、享徳2年（1453年）に死没したとみられ、父の跡を継承して因幡守護に就任した。また、『経覚私要鈔』（享徳2年11月26日条）によるとこの時、兄の熈成との間で「因幡国跡職」を巡る相論が起こり、弟の熈幸が相論に勝利し、兄の熈成は因幡から追放されたという。
守護としての活動期間は6年ほどで、わずかに長禄2年（1458年）8月に南禅寺栖真院領因幡国大江郷船岡東西の不知行地を押領していたことが伝えられているのみである。（『蔭凉軒日録』長禄2年8月4日条）一説に大江郷船岡の不知行地は熈幸が追放した兄・熈成が管理していた所領とされ、熈成の追放もしくは死没によって不知行となり、熈幸が押領する所となったという見方が存在する。
南禅寺栖真院領の押領が伝えられた翌年の長禄3年（1459年）4月14日、京都で死没。『碧山日録』（長禄3年4月15日条）によれば、翌15日に火葬されたという。なお、以前はこれを山名勝豊とする説があったが、勝豊に関する史料の乏しさと活動時期が熙高、熈幸父子と被ることから勝豊の守護在任自体が疑われており、現在ではこの碧山日録に登場する「山名氏因州太守某」を熈幸とする説が有力となっている。
熈幸には実子がいなかったらしく、同族の伯耆守護山名教之の子豊氏が養子となり、熈幸の跡を継承した。